# Sphingonotus glabimarginis
Sphingonotus glabimarginis är en insektsart som beskrevs av Zheng, Z., L. Yang, L. Zhang och Yanfeng Wang 2007. Sphingonotus glabimarginis ingår i släktet Sphingonotus och familjen gräshoppor. Inga underarter finns listade i Catalogue of Life.